# Kulu (huyện)
Huyện Kulu là một huyện thuộc bang Himachal Pradesh, Ấn Độ. Thủ phủ huyện Kulu đóng ở Kulu. Huyện Kulu có diện tích 5503 ki lô mét vuông. Đến thời điểm năm 2001, huyện Kulu có dân số 379865 người.